# Autódromo Internacional de Curitiba
Autódromo Internacional de Curitiba – tor wyścigowy o długości 3,695 km położony w mieście Pinhais przy granicy z Kurytybą w Brazylii. Składa się z czterech długich prostych, z których start-meta ma około 1 km długości, trzech ostrych nawrotów, szykany i kilku łagodnych łuków. Oprócz standardowej konfiguracji istnieje również owal o długości 2,550 km. Obok obiektu znajduje się także tor kartingowy.